# رننردیل (پنسیلوانیا)
رننردیل (به انگلیسی: Rennerdale) یک منطقهٔ مسکونی در ایالات متحده آمریکا است که در Collier Township واقع شده‌است. رننردیل ۲٫۰ کیلومتر مربع مساحت و ۱٬۱۵۰ نفر جمعیت دارد.